# Paté

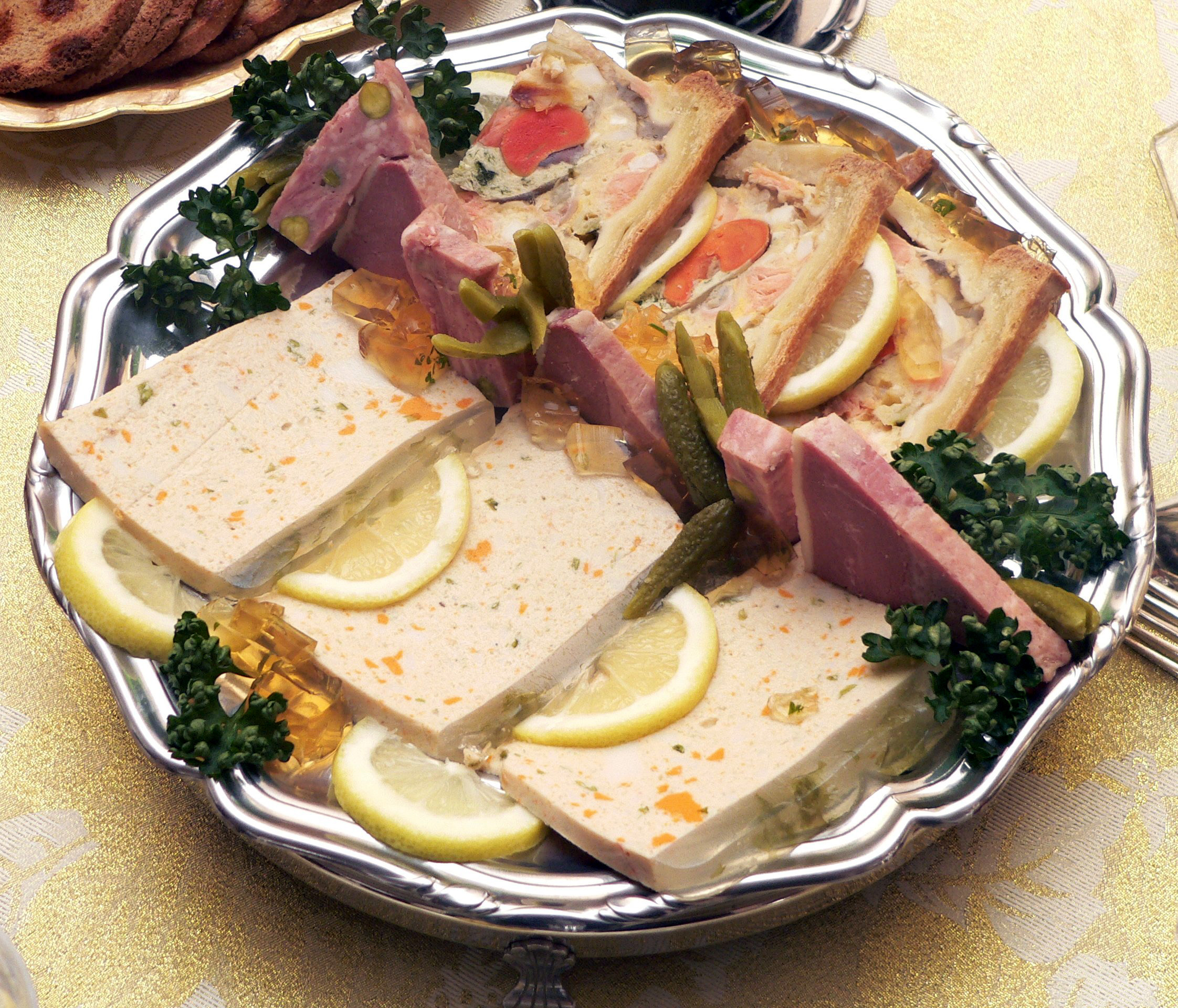
verschillende paté

Paté is de (Franse) aanduiding voor vleesproducten waarin het rauwe vlees van de lever wordt gebruikt. De naam heeft dezelfde afkomst als het Nederlandse pastei; oorspronkelijk stond het voor een bereiding met deeg. Lever is erg bederfelijk, en met deze wijze van verwerking werd bereikt dat het langer houdbaar is. De klassieke methode behelst het malen van lever en het vermengen met andere ingrediënten, waaronder in elk geval vet of spek, waarna het bij een lage temperatuur au bain-marie in een oven gegaard wordt. Het vrijkomende vet ligt dan als een afdichtende laag boven op de paté.
Paté is een mengsel, zodat het eenvoudig te smeren is (op bijvoorbeeld de boterham). Een warme of koude plak paté wordt ook wel als voorgerecht geserveerd.
Wildpaté wordt beschouwd als een culinair hoogstandje en wordt gegeten met veenbessen of uienconfituur.
Er is geen eenduidig recept voor paté, omdat het veel producten kan bevatten en van verschillende soorten lever (kalfs-, runder-, varkens-, ganzenlever, of mengsel daar weer van) kan worden gemaakt.